# Distrito de Portobelo
Portobelo es un distrito de la provincia de Colón, en Panamá. Tiene una superficie de 396.9 km² y una población de 9.183 habitantes. La capital del distrito es la ciudad de Portobelo.

## Localización
Portobelo está localizado en la costa norte del istmo de Panamá a unos 50 km al noreste de la Ciudad de Colón. Limita al norte con el Mar Caribe, al sur con la Provincia de Panamá, al este con el Distrito de Santa Isabel y al oeste con el distrito de Colón. Se puede llegar a través del mar o por vía terrestre, siguiendo la Avenida Transístmica a una distancia de 49 km desde la Ciudad de Colón y 105 km desde la Ciudad de Panamá.

## Historia

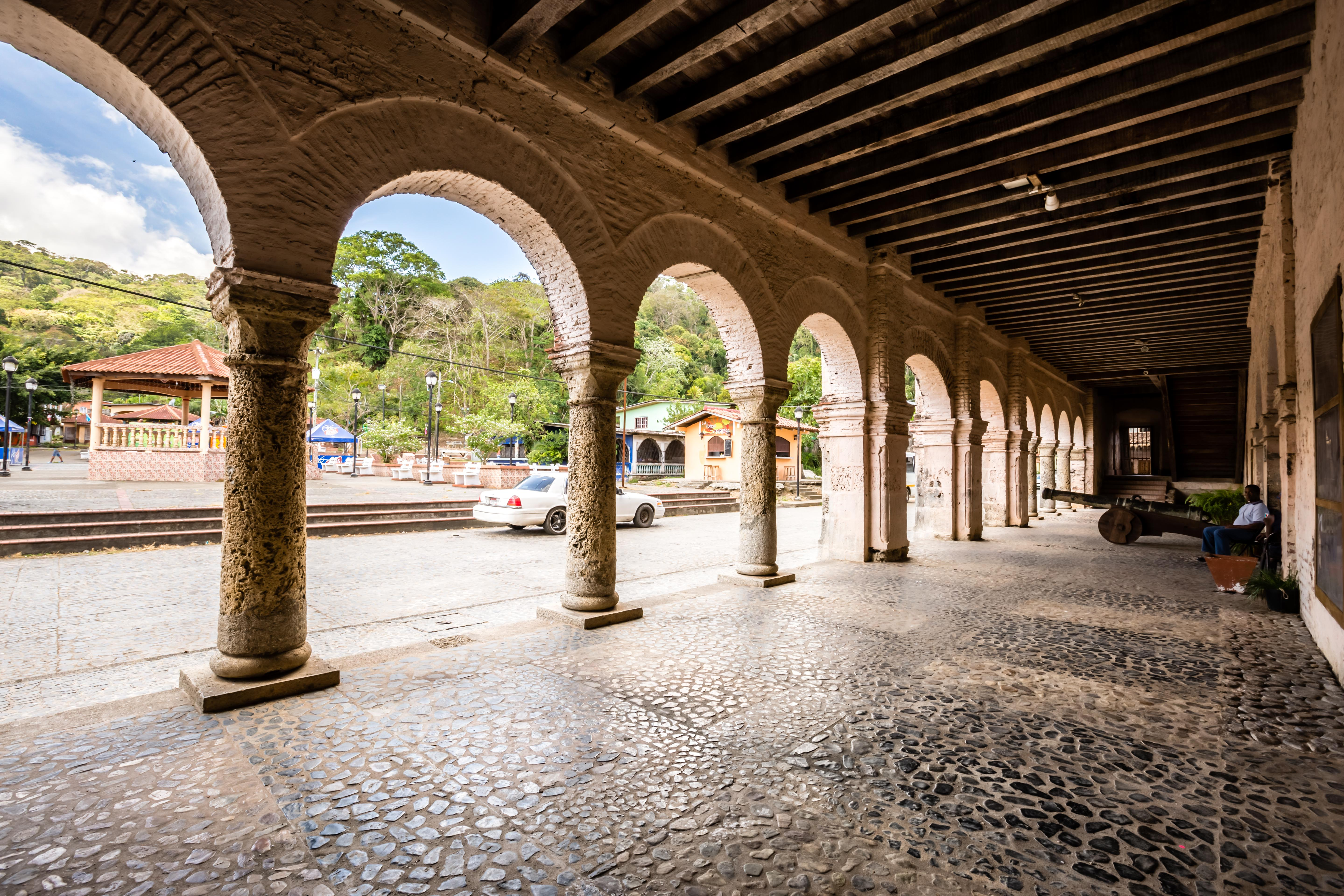
Aduana de Portobelo.

El enclave en el que se fundaría Portobelo fue descubierto el 2 de noviembre de 1502 por el Almirante Cristóbal Colón, en su cuarto viaje a bordo de la Santa María pensando que había encontrado el paso Katay.
Entre los siglos XVI y XVIII, Portobelo fue uno de los puertos más importantes de exportación de plata de Nueva Granada, y uno de los puertos de salida de Flota de Indias. Fue fundada el 20 de marzo de 1597 por Francisco Velarde y Mercado, en reemplazo de la ciudad de Nombre de Dios, ya que el mismo se encontraba inhabilitado por su condición climatológica. En este próspero poblado fue depositado todo el oro proveniente de las colonias españolas en Sudamérica. El oro procedente del Perú era transportado por Camino de Cruces en Panamá, cruzaba el Río Chagres en pequeñas embarcaciones hasta llegar a Portobelo en donde era embarcado hacia España. Portobelo desde sus inicios estuvo fortificada debido a su acumulación de mercancías y metales preciosos, siendo este blanco para diversos intentos de saqueo, el más fuerte dirigido por el pirata Henry Morgan, el cual estaba al mando de una flota de barcos y 450 corsarios, los cuales saquearon durante 14 días con alto índice de violaciones, tortura y asesinatos. Portobelo resurgió poco después de la construcción del Canal de Panamá ya que, antes de esta se veía afectada por constantes actos de saqueo, destrucción de sus tierras y una población perjudicada constantemente. 
También fue famosa por sus ferias las cuales tenían una duración de cuarenta días.  La primera feria dio inicio en el año de 1606 en Nombre de Dios y luego fueron trasladadas a Portobelo, por su posición.  La última feria fue en el año 1739. Después fue saqueada y destruida por el famoso Sir Francis Drake a quien logran capturar. Lo condenan a pena de muerte y lo colocan en un ataúd de plomo el cual sumergen cerca de una isla a la que después llaman Isla de Drake.

## División político-administrativa
Está conformado por cinco corregimientos:
- Portobelo
- Cacique
- Garrote
- Isla Grande
- María Chiquita

## Economía
Portobelo se mantiene económicamente gracias al turismo ya que posee una gran variedad de atracciones como las aduanas y los cañones que permanecen ahí junto con los restos de los fuertes.
La Autoridad de Turismo de Panamá (ATP) es el organismo gubernamental que sirve de garante del desarrollo, funcionamiento y disfrute del turismo en la República de Panamá. El turismo ha sido uno de los sectores que más ha crecido en la economía de Panamá. Portobelo es un distrito turístico y rural, donde sus principales actividades económicas son el sector terciario y el sector primario como la ganadería, la pesca y la agricultura. En la actualidad, Portobelo se ha convertido en el destino por excelencia para las actividades turísticas como el buceo y la pesca. 

## Transporte
En el área de Portobelo hacia las demás islas la manera de transporte en por medio de lanchas, igualmente las personas del área como turistas utilizan dicho medio. Por otro lado, para llegar al área de Portobelo se va en carretera por Diablo Rojo o en carros particulares. 

## Cultura

### Festividades religiosas
El 21 de octubre, Portobelo se convierte en el escenario de una de las tradiciones religiosas más importantes en Panamá. Se trata de las fiestas del Cristo Negro de Portobelo, donde se congregan en el pueblo miles de peregrinos procedentes de todo el país.
Algunos vienen caminando desde muy lejos en pago a favores concedidos por el milagroso “Nazareno”. Otros vienen de rodillas o cargando pesadas cruces en penitencia.
Durante todos los años es visitado por muchos peregrinos, pero los caminantes sólo lo hacen durante la semana del 21 de octubre.
La leyenda cuenta que la imagen del Nazareno llegó a finales del siglo XVIII en un barco cuyo destino era Perú, pero que por el mal tiempo tuvo que desembarcar en Portobelo.
La narrativa popular mantiene dos vertientes, una señala que unos pescadores encontraron al santo flotando en las aguas del Caribe y otra, que un Galeón con escudo español llegó a tierra firme debido al mal tiempo, con dos imágenes a bordo, una de un Cristo blanco y otra de un Cristo negro. 
Cada vez que el barco intentaba zarpar con su carga, se desataba una tormenta que lo impedía. Al cabo de varios intentos, los españoles decidieron dejar al Cristo negro en Portobelo y pudieron finalmente partir.

### Costumbres
El  baile de los Congos,  responde a una manifestación de los esclavos, traído de África en la época colonial. Sabemos, por datos históricos, que en Portobelo se encontraba la gran negrería, lugar donde se compraban los negros para trabajos forzados. Estos eran valorados según su porte corporal y la blancura de sus dientes. El negro, a pesar del sufrimiento y el dolor que experimentaba debido a su condición de esclavo, nunca perdió el sentido de la vida y el gusto por celebrarla. Prueba de ello lo tenemos en el baile Congo.

### Gastronomía
El arte culinario de las costas de Portobelo, es algo único y exótico en el país dentro de sus exquisitos platos se pueden mencionar: pulpo guisado en coco, caracol acompañado con arroz con guandú y coco, pescado al Escabich, langosta, centolla, pescado frito con patacones, mamita (puré de legumbres), fufú (sopa de pescado), duros de frutas naturales, melcochas y para beber nada mejor que un agua de pipa bien fría. 

## Demografía
El Municipio de Portobelo cuenta con una población total de 9,126 personas, de los cuales 4,829 son hombres y 4,297 son mujeres. 

### Seguro Social
En el Municipio de Portobelo 1,678 es población asegurada; 1,832, población beneficiaria; 255, población jubilada; y 5,261, no cuenta con seguro social. 

### Educación
5,613 de la población asiste a la escuela, mientras que un 2,656 no. 
6,982 de la población sabe leer y escribir, mientras que 290 no. 

### Grupos indígenas
Entre los distintos grupos indígenas que presenta Panamá, la que en mayor cantidad de habitantes se encuentra en Portobelo es el grupo Emberá con 72 habitantes, seguido del grupo Ngäbe con 55 y grupo Guna con 42.

### Condiciones de la vivienda
Según material del piso: 1,484 es pavimentado; 768 de mosaico, losas; 94 aún se ve en condiciones de tierra.  
Según material del techo: 1,706 es de zinc; 544 de otros tipos de tejas (techolit); 34 de palma. 
Según material de las paredes: 2,160 de bloques.

### Servicios sanitarios
130 no tienen de estos servicios; 590 aún cuentan con letrinas o huecos; 1,668 están conectados al tanque séptico. 

### Abastecimiento de agua
9 están conectados al Acueducto público del IDAAN; 2,078 al Acueducto público de la comunidad; 72 pozo sanitario; 48 pozo brocal no protegido; y 46 río o quebrada. 

### Problemáticas
Principales problemáticas que enfrenta el Municipio de Portobelo: 
- Los terrenos municipales se encuentran desbordados para ofrecer el servicio de tratamiento de residuos sólidos ya que, existe una deficiencia de mecanismos para almacenar la basura, o en su defecto lugares destinados para ello están realmente saturados.
- La falta de inversiones es un problema con el cual cuenta el municipio ya que, no cuentan con la capacidad para realizar inversiones municipales con el fin de mejorar ciertos factores causantes de problemáticas en la región.
- El impacto sobre la eficiencia en la gestión de los recursos locales, por una parte las dificultades de financiación del municipio dada la debilidad de cobro de impuestos ante la falta de instrumentos efectivos para replantear una política fiscal efectiva en el cobre de impuestos.